# جدير (اسم)
جدير هو اسم علم مذكر من أصل عربي، ومعناه هو الخليق بالشيء الحسن المناسب لكل لائقمن الفعل جدر.

## وصلات خارجية
- موسوعة السلطان قابوس لأسماء العرب نسخة محفوظة 5 أبريل 2019 على موقع واي باك مشين.